# Meru (Garhwal)
Il Meru è una montagna della regione himalayana del Garwhal, nello Stato indiano dell'Uttarakhand. Fa parte del parco nazionale del Nanda Devi.
Situato tra il Thalay Sagar a ovest e lo Shivling ad est, fa parte del gruppo di Gangotri, composto da cime che insistono attorno al ghiacciaio di Gangotri e al fiume Bhagirathi.
È costituito da tre picchi allineati nella direzione sud-nord: meridionale (6.660 m), centrale (6.310 m) e settentrionale (6.450 m). Il picco centrale malgrado sia il più basso è quello salito per ultimo. Presenta le maggiori difficoltà alpinistiche, con un caratteristico pilastro a forma di pinna di squalo (Shark's Fin).
Nel giugno 2006 Glenn Singleman e Heather Swan si sono lanciati da un'altezza di 6.604 m, rendendolo il punto Earth più alto per un lancio di Base jumping.
Il picco centrale è stato salito per la prima volta da Valery Babanov in solitaria nel settembre 2001, evitando la "pinna di squalo" lungo una via di 2000 m di misto (Shangri La, ED, 5C/6A, A1/A2, M5, 75°) che gli ha permesso di vincere il Piolet d'Or 2002.
La "pinna di squalo" è stata oggetto dei tentativi di almeno una decina di spedizioni diverse e, considerata una delle più dure pareti del mondo, è stata vinta agli inizi di ottobre 2011 da Conrad Anker (al suo terzo tentativo), affiancato da Jimmy Chin e Renan Ozturk, con 11 giorni di scalata in stile alpino e ampio uso di artificiale.